# Müezzin

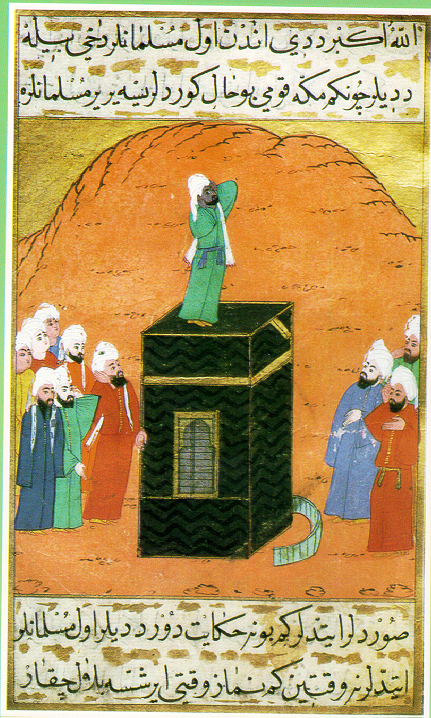
Bilál ibn Ribáh, az első müezzin, akit Mohamed próféta bízott meg az imára hívással

A müezzin az iszlám vallásban a mecsetnek az az alkalmazottja, aki az imára hívó szöveget (adzán) elénekli a pénteki közösségi ima, valamint a napi ötszöri – hajnali, déli, kora délutáni, napnyugtakori és esti – imádság (szalát) előtt. 
Míg a zsidók sófárt, a keresztények pedig harangot, a muszlimok énekhangot használnak az imára híváshoz. A müezzint erényes természete alapján választják ki erre a feladatra. 
A kis mecsetekben az ajtóban vagy a fal mellett állva, a nagyokban a minaretről énekli el szövegét. Sorban elfordul mind a négy égtáj felé: keletre, nyugatra, északra, délre. Minden irányba ezt kiáltja: 

„„Allah a legnagyobb! (Allah akbár).
 Tanúsítom, hogy nincs más isten, csak Allah.
 Tanúsítom, hogy Mohamed Allah prófétája.
 Gyertek imádkozni!
 Gyertek az üdvösségre!
 Allah a legnagyobb.
 Nincs más isten, csak Allah.””

A síitáknál a müezzin a „Gyertek az üdvösségre!” szavak után hozzáteszi: 

„„Gyertek a legjobb munkára!” ”

## Etimológia
Az eredeti arab muaddzin (مؤذن – mu’aḏḏin) kifejezés török közvetítéssel került a magyar nyelvbe.